# هاینریش رتشوری
هاینریش رتشوری (آلمانی: Heinrich Retschury؛ ۵ ژانویه ۱۸۸۷ – ۱۱ ژوئن ۱۹۴۴) بازیکن و مربی فوتبال اهل اتریش بود.
از باشگاه‌هایی که در آن بازی کرده‌است می‌توان به باشگاه فوتبال فرست وینا اشاره کرد.
وی همچنین در تیم ملی فوتبال اتریش بازی کرده‌است.